# Boots Randolph
Homer Louis Randolph III, detto Boots (Paducah, 3 giugno 1927 – Nashville, 3 luglio 2007), è stato un sassofonista e compositore statunitense.
Sassofonista tra i più quotati del Nashville sound, è noto in particolare per essere l'autore del brano Yakety Sax, divenuto noto come tema del The Benny Hill Show.
Ha suonato, tra gli altri, con Elvis Presley, Roy Orbison, Chet Atkins, i REO Speedwagon, Al Hirt, Jerry Lee Lewis, Brenda Lee. Fece anche parte della Million Dollar Band, tra il 1980 ed il 1988 tra i protagonisti della trasmissione Hee Haw della CBS.